# Окоборги
«Окоборги» — американський фантастичний фільм 2009 року.

## Сюжет
Щоб уникнути терористичної атаки уряд США впроваджує у дію безпрецедентний план в галузі державної безпеки: наводнює вулиці міст тисячами автономних роботизованих відеокамер. Об'єднані в єдину оптичну мережу ОДІН роботи-спостерігачі, прозвані «окоборгами», стають потужним інструментом щодо відстеження всіх проявів підозрілої поведінки і порушень правопорядку. Але де проходить межа між безпекою та приватнсттю і що буде якщо контроль над таким «всевидячим оком» потрапить в погані руки?